# Clear Lake (Indiana)
Clear Lake é uma cidade  localizada no estado americano de Indiana, no Condado de Steuben.

## Demografia
Segundo o censo americano de 2000, a sua população era de 244 habitantes.
Em 2006, foi estimada uma população de 240, um decréscimo de 4 (-1.6%).

## Geografia
De acordo com o United States Census Bureau tem uma área de
6,1 km², dos quais 2,7 km² cobertos por terra e 3,4 km² cobertos por água. Clear Lake localiza-se a aproximadamente 324 m acima do nível do mar.

## Localidades na vizinhança
O diagrama seguinte representa as localidades num raio de 20 km ao redor de Clear Lake.